# Kiểm duyệt báo chí tại Việt Nam

## Thời Pháp thuộc
Dưới thời thực dân Pháp, báo chí bắt đầu xuất hiện ở Việt Nam và bị người Pháp áp dụng chế độ kiểm duyệt, nhất là với báo chí tiếng Việt.
Ở Nam Kỳ nơi công luận cởi mở nhất thì báo chí bị chi phối bởi luật báo chí của chính quốc Pháp thông qua ngày 29 Tháng Bảy, 1881. Luật này cho phép ngành ấn loát tương đối nhiều tự do nhưng sau lại bị bãi bỏ khi chiến tranh giữa triều đình Huế và Pháp nổ ra ở Bắc Kỳ. Ngày 30 Tháng Chạp năm 1898 thì bộ luật cũ lại được ban hành nhưng tự do báo chí chỉ áp dụng với ấn phẩm tiếng Pháp còn tiếng Việt thì bị liệt vào hạng "ngoại ngữ" nên không có quyền ra báo tự do. Báo in bằng chữ Nho cũng cùng một số mệnh.
Thủ tục ra báo tiếng Việt bắt đầu với đơn nộp ở Phủ Toàn quyền. Có được giấy phép rồi, tòa báo phải theo đúng quy định là tránh đề tài cấm kỵ — chính trị. Về phần trình bày thì tòa báo phải nộp cho Sở Kiểm duyệt một bản dịch ra tiếng Pháp 48 giờ đồng hồ trước khi báo lên khuôn. Lệ này được áp dụng từ năm 1908 cho các báo chí "ngoại ngữ", trước tiên ở Nam Kỳ, sau ngoài Trung và Bắc cũng y theo.
Ngoài việc phải làm hài lòng chính quyền Bảo hộ, báo chí thời đó còn phải tránh không có nội dung chỉ trích hay bất kính với giới sĩ lại và triều đình Huế vì sẽ bị ghép vào tội "phạm thượng" (lèse majeste). Vì vậy một tờ báo được phép lưu hành ở Nam Kỳ vẫn có thể bị cấm ở ngoài Trung hoặc Bắc Kỳ vì hai xứ này, ít ra trên danh nghĩa vẫn thuộc hoàng triều Nhà Nguyễn. Trường hợp báo Trung lập năm 1933 vì dám đăng một bài báo gọi vua Bảo Đại là "thằng Trời" liền có lệnh đình bản. Tờ Ngọ báo và Phong hóa năm 1936 cũng bị kỷ luật khi đăng bài châm biếm nạn tham quan.
Kiểm duyệt trước khi in được áp dụng cho báo chí nhưng sách vở thì lại miễn không phải nộp bản thảo. Tuy nhiên sách in ra rồi vẫn có thể bị tịch thu sau khi in. Nhiều tác giả người Việt đã lợi dụng điểm này để ra sách rồi mong bán nhanh cho hết sách trước khi bị nhà chức trách thu hồi.
Vào thập niên 1920, các ấn phẩm nào có nội dung kêu gọi người dân "thức tỉnh" hoặc "rửa nhục" đều có thể bị ghép vào tội vi phạm đề tài cấm kỵ của Sở Kiểm duyệt. Một bài báo trên tờ Đông Pháp Thời báo đặt nghi vấn về việc đi dự lễ Bastille, tức ngày Quốc khánh Pháp liền bị Sở kiểm duyệt bắt lỗi.
Thời kỳ hoàn toàn không có chế độ kiểm duyệt báo chí là 1939 - 1945. Tuy nhiên, ngay sau đó, do Chiến tranh thế giới thứ hai, Pháp lại áp dụng chế độ kiểm duyệt nặng nề, sẵn sàng đục bỏ ngay trên các bát chữ.
"Chế độ kiểm duyệt của thực dân Pháp rất khắc nghiệt. Quãng 20 giờ, người tùy phái của các báo hằng ngày đã phải mang những bài đập thử trên giấy của số báo hôm sau tới phòng kiểm duyệt Phủ Thống sứ (ở phố Đinh Lễ bây giờ) ngồi chờ mấy ông công chức đọc, thấy chỗ nào động chạm hoặc ảnh hưởng tới "mẫu quốc" thì lấy bút chì xanh gạch chéo và ghi "kiểm duyệt bỏ". Cũng tùy mấy ông có quyền: có khi bỏ cả bài, có khi bỏ vài đoạn hoặc một đoạn, có khi ba, bốn câu thơ. Thế cũng đủ phá vỡ cả một bài, nhất là thơ, làm xấu cả trang báo đã mất công trình bày. Quãng 22 giờ, người tùy phái đem những bài đập thử về, phóng viên trực đêm bảo bác cai nhà chữ, bóc những đoạn bài đó đi và đặt vào đấy dòng chữ "kiểm duyệt bỏ" to tướng. Về sau, thấy số báo nào cũng có những mảng bỏ trắng, gây xôn xao dư luận, tên chủ sự Cousseau, người Pháp lai, trước là chánh mật thám, nói sõi tiếng Việt, bắt các báo phải dồn bài lại, thay bằng bài khác dự trữ trước cho kín trang. Các báo lúc đầu còn nghe hắn, sau "chơi lại", cứ để nguyên những mảng trắng cho biết tay. Và số đông những người làm báo thời xưa vẫn đặt hết tâm hồn mình vào những bài bênh vực giới cần lao, hoặc lên tiếng chỉ trích nhà chức trách về quốc kế dân sinh, dưới nhiều thể loại sinh động".

## Chiến tranh thế giới thứ hai
Vào thời Chiến tranh thế giới thứ hai, Đông Dương bị Nhật chiếm đóng, báo chí bị theo dõi và kiểm duyệt có phần chặt chẽ hơn thời Pháp. Một số nhà báo bị hiến binh Nhật bắt giam. Tuy nhiên tin tức vẫn được phát tán như trường hợp báo Tin Mới do bác sĩ Nguyễn Tấn Gi Trọng làm chủ nhiệm đã đăng công khai bức thư của Nguyễn Ái Quốc gửi quốc dân đồng bào. Số báo ra ngày 18 tháng 8 đăng Lời hiệu triệu của Tổng bộ Việt Minh với hàng tít lớn ở trang nhất và số lượng phát hành tăng gấp đôi (40.000 tờ) để phân phát về các tỉnh.
Sang năm 1946 khi Pháp tái chiếm Đông Dương, Phòng Kiểm duyệt báo chí đặt ở trụ sở ở Hội Khai Trí Tiến Đức (gần khách sạn Phú Gia). Luật báo chí được thi hành thiên vị với chính quyền như vụ kiện đầu năm 1950. Trong vụ đó tuần báo trào phúng Gió Lốc ở 191 phố Huế, do nhà báo Trương Uyên viết bài xúc phạm đến hoàng thân Bửu Lộc. Bộ Thông tin Bắc Việt kiện vụ này ra tòa và Trương Uyên phải tù án treo 3 tháng cùng bồi thường danh dự "1 đồng bạc phạt." Ba ngày sau, tuần báo Gió Lốc phải đóng cửa..

## Việt Nam Cộng hòa
Thời Việt Nam Cộng hòa, chế độ kiểm duyệt có lúc được thực thi, có lúc không.
Thời Đệ nhất Cộng hòa đối với báo chí in bằng tiếng Hoa chính phủ có nhân viên kiểm duyệt dò bài trước báo lên khuôn với chủ trương cấm loan tin bất lợi cho Trung Hoa Dân quốc và Hoa Kỳ.

## Việt Nam Dân chủ Cộng hòa & Cộng hòa Xã hội Chủ nghĩa Việt Nam

### Báo giấy
Tại miền Bắc trước 1975 và cả nước Việt Nam từ 1975 đến nay, trong các luật liên quan đến báo chí không bao giờ chính thức chấp thuận có sự kiểm duyệt báo chí, song trên thực tế, báo chí đã bị kiểm soát từ đầu bằng các luật khắt khe và lãnh đạo cũng như nhân viên báo phải tự kiểm duyệt. Trong vụ Nhân văn Giai phẩm năm 1956 thì các nhà văn bị bắt bị ghép với tội danh "phá hoại mặt trận lý tưởng của Đảng." Bị cáo phải trải qua những đợt chỉnh huấn, tự kiểm điểm và cải tạo tư tưởng hoặc học tập lao động nếu không thú nhận tội.
Trước thời kỳ Đổi mới thì trên toàn quốc báo Nhân dân nắm địa vị là tờ báo lớn nhất và cũng là cơ quan ngôn luận của Đảng Cộng sản Việt Nam nên chỉ đưa tin nào phù hợp với đường lối của đảng. Tất cả các cơ quan chính phủ và tổ chức của Đảng đều phải chi mua một ấn bản của tờ báo này. Hai tờ báo Quân đội nhân dân và Hà Nội mới do nhà nước điều hành cũng theo quy chế bắt mua.

#### Thời kỳ Đổi Mới
Sau thời kỳ Đổi mới đối với những báo chí khác thì nhà nước không trực tiếp soạn bài nhưng các chủ nhiệm ban biên tập của khoảng 100 tờ báo trong nước phải trình diện mỗi tuần ở Bộ Thông tin và Truyền thông để nghe chỉ đạo. Ngoài ra Bộ Thông tin còn duyệt lại những tin nào đã phát rồi nhưng bị xét là "tiêu cực" nên cần báo chí phải ngưng đưa tin. Sự kiểm soát này áp dụng cho báo chí, vô tuyến truyền thanh, truyền hình và cả internet. Buổi họp nêu rõ từng trang, từng dòng không hợp với quan điểm nhà nước và được coi như lời cảnh cáo. Báo chí nào bất tuân sẽ bị kỷ luật như trường hợp báo Thanh niên và báo Tuổi trẻ trong vụ PMU 18.
Tương tự như vậy vào cuối năm 2012 trong bối cảnh tranh chấp các hải đảo giữa Việt Nam và Trung Quốc ngoài Biển Đông càng căng thẳng, Ban Tư tưởng - Văn hóa Trung ương Đảng Cộng sản Việt Nam đã ra thông cáo răn đe các nguồn thông tin trong nước như Đài Truyền hình Việt Nam cùng các báo như Thanh Niên, Lao động, Tiền Phong đã phát tin về vụ tàu Bình Minh bị tàu Trung Quốc cắt cáp. Những cơ quan thông tin này sẽ phải chịu kỷ luật vì "làm nóng vấn đề".
Trước năm 2006 thì chính ban Văn hóa-Tư tưởng Trung ương của Đảng Cộng sản giữ vai trò hoạch định cho báo chí đề tài nào cần triển khai, quảng bá, cấm kỵ hoặc dẹp bỏ nhưng sau đó Bộ Thông tin đảm nhiệm tuy rằng Ban Văn hóa vẫn có chân trong việc kiểm soát báo chí.
Ngoài cách kiểm soát trên, nhà nước Việt Nam còn ứng dụng cách kiểm duyệt qua cơ quan chủ quản như tạp chí Vietnam Golf do Ủy ban nhân dân Hà Nội phát hành thì Ủy ban nhân dân đó phải chịu trách nhiệm kỷ luật. Bằng những biện pháp trên nên tuy không có văn bản kiểm duyệt chính thức nhưng theo Reporters Sans Frontières thì Việt Nam là một trong 10 quốc gia có chỉ số thấp nhất trong số 170 nước về phương diện tự do báo chí.
Các chủ nhiệm báo chí tại Việt cũng đều bị nhà nước chi phối vì họ đều do chính quyền bổ nhiệm nên phải tránh né những đề tài "nhạy cảm", gần đây nhất là bang giao Việt Nam - Hoa lục. Từ sau thập niên 1980 trở đi, Cuộc chiến tranh biên giới Việt Hoa năm 1979 bị ém nhẹm nên báo chí đăng tải bài viết về cuộc xung đột hai nước mãi đến năm 2015 mới xuất hiện.
Cũng vì không đưa tin đại chúng mong muốn nên số báo lưu hành của hai tờ báo lớn nhất: Thanh Niên và Tuổi Trẻ đã giảm hai phần ba so với lưu lượng năm 2008. Người dân vì không tiếp cận được với nguồn tin đáng tin cậy bèn quay sang những nguồn tin khó kiểm chứng từ những nơi khác, càng thổi phồng mầm mống chống chính quyền. Theo cựu tổng biên tập Báo Thanh Niên là Nguyễn Công Khế, sự cấm đoán báo chí trực tiếp và gián tiếp của Nhà nước đã đưa báo chí Việt Nam vào ngõ cụt, thụ động khiến đại chúng không còn tin tưởng trong khi những vấn đề nhức nhối thì không đề cập đến. Theo ông tự do báo chí là cần thiết để người dân đặt lại niềm tin vào đất nước và xã hội hiện thời.

#### Quy hoạch báo chí 2019
Năm 2019 Thủ tướng Nguyễn Xuân Phúc ký quyết định phê duyệt Quy hoạch phát triển và quản lý báo chí toàn quốc, dự định đến năm 2025 thì hoàn tất. Quy hoạch này ghi rõ chủ ý của nhà nước là:
| “ | xây dựng một số cơ quan báo chí chủ lực, đa phương tiện làm nòng cốt, có vai trò định hướng dư luận xã hội. | ” |

Chính phủ cũng nhắc lại vai trò của báo chí: 
| “ | Báo chí là phương tiện thông tin, công cụ tuyên truyền, vũ khí tư tưởng quan trọng của Đảng và Nhà nước, diễn đàn của nhân dân, đặt dưới sự lãnh đạo trực tiếp, toàn diện của Đảng, sự quản lý của Nhà nước. | ” |

Theo chương trình tính đến cuối năm 2020 thì ở hai thành phố lớn tức Thành phố Hồ Chí Minh và Hà Nội mỗi nơi chỉ được có tối đa năm cơ quan báo in. Cục Báo chí thuộc Bộ Thông tin-Truyền thông sẽ "nuôi" một số báo chứ báo chí không được hoạt động theo tiêu chí kinh tế thị trường hay thể hiện quyền tự do ngôn luận cho nhân dân nữa.
Tại Thành phố Hồ Chí Minh số báo sẽ giảm xuống còn một phần ba, từ 15 còn lại năm tờ: Sài Gòn Giải Phóng (của Đảng bộ Thành phố Hồ Chí Minh) cùng bốn tờ có lượng độc giả lớn là Tuổi Trẻ, Người Lao Động, Pháp Luật và Phụ Nữ nhưng bốn tờ này vì không trực thuộc một cơ quan chính phủ nào nên sẽ phải giải thể. Đến năm 2025 sẽ chỉ còn một tờ báo duy nhất được hoạt động.
Ngoài Hà Nội vì đa số báo trực thuộc các tổ chức chính trị như Nhân Dân, Quân đội Nhân Dân, Công An Nhân Dân, Lao Động, và báo của các bộ nên tác động không thay đổi nhiều. Hai tờ Thanh Niên và Tiền phong thuộc tổ chức Trung ương Đoàn sẽ tồn tại đến hết 2024 trước khi nhập lại thành một vào năm 2025.
Việc chủ trương của nhà nước can thiệp vào ngành báo chí có từ tháng 9 năm 2015, do Bộ trưởng Thông tin và Truyền thông Nguyễn Bắc Son soạn ra, sau chín năm nghiên cứu. Oái oăm là khi Quy hoạch này được phê duyệt năm 2019 thì Nguyễn Bắc Son đang bị giam.
Bộ trưởng Thông tin-Truyền thông Nguyễn Mạnh Hùng ra thông cáo rằng nhà nước sẽ tập trung đầu tư ngân sách cho một số "cơ quan báo chí chủ lực." Số còn lại sẽ bị loại bỏ.

#### Đề tài cấm kỵ
Tháng Bảy 2019 trong khi chủ tịch Quốc hội Việt Nam Nguyễn Thị Kim Ngân sang Bắc Kinh công du thì có vụ chạm trán giữa lực lượng tuần duyên của Việt Nam và Hoa lục ở bãi Tư Chính. Báo South China Morning Post loan tin này nhưng báo chí trong nước đều im lặng vì có lệnh không được đưa tin. Đây là sự kiện tiêu biểu vì những vụ tranh chấp lãnh thổ với Cộng hòa Nhân dân Trung Hoa từ khi hai nước tái thiết bang giao theo ký kết ở Hội nghị Thành Đô đã trở thành đề tài bị chính quyền cấm đoán không cho loan tải.

### Báo mạng
Đối với internet chính phủ Việt Nam cũng có biện pháp kiểm soát nội dung những trang web và blog trong cũng như ngoài nước. Ngày 5 tháng 5 năm 2010 Vũ Hải Triều, thứ trưởng Bộ Công an Việt Nam xác nhận hơn 300 trang web và blog "không phù hợp" đã bị đánh sập. Đề tài bị ngăn cấm vì cho là "nhạy cảm" như vụ nông dân khiếu kiện vì truất hữu đất, vụ dân khai thác bauxite ở Tây Nguyên, vấn đề tranh chấp biên giới với Trung Quốc. Số người bị bắt tù vì phát biểu trên internet tính vào đầu năm 2011 là 17 người, đông thứ nhì trên thế giới.
Đối với một số qơ quan truyền thông ngoại quốc như BBC, RFA, chính quyền cũng có lúc dùng biện pháp ngăn cấm, không cho người trong nước tiếp cận.
Tháng 10 năm 2016 Bộ Thông tin và Truyền thông đã ra lệnh đình chỉ trang web của PetroTimes trong thời gian ba tháng và tước thẻ nhà báo của chủ nhiệm Nguyễn Như Phong vì cho là cơ quan này vi phạm luật báo chí. Báo Tầm Nhìn cũng chung số phận cấm ba tháng. Những trường hợp này Bộ Thông tin không nêu rõ đích xác lỗi vi phạm nhưng các nhà quan sát thì cho rằng đây liên quan đến việc đưa tin từ những nguồn mà chính quyền không tán đồng. Văn bản đình chỉ chỉ nói rằng báo "đã vi phạm quy định trong giấy phép hoạt động báo chí điện tử, không thực hiện đúng tôn chỉ, mục đích, mặc dù đã được cơ quan quản lý báo chí về nhà nước nhắc nhở, yêu cầu khắc phục nhưng báo tiếp tục vi phạm".
Tháng 7 năm 2018 Bộ Thông tin và Truyền thông tiếp tục ra quyết định xử phạt vi phạm hành chính trong lĩnh vực báo chí, xuất bản đối với báo Tuổi Trẻ Online. Nguyên nhân theo quyết định này là do "báo Tuổi Trẻ Online đã thông tin sai sự thật gây ảnh hưởng rất nghiêm trọng trong bài viết "Chủ tịch nước đồng ý cần ban hành Luật biểu tình" trong ngày 19-6-2018 và thông tin gây mất đoàn kết dân tộc trong phần bình luận (comment) của bài viết "Sao trong quy hoạch chưa thấy cao tốc cho miền Tây" đăng từ ngày 26-5-2017.". Theo đó, báo này bị đình chỉ trong ba tháng đồng thời nộp phạt với số tiền 220.000.000 đồng.

## Nhận xét quốc tế

### 2017
Freedom House, một tổ chức giám sát độc lập có trụ sở tại Washington, tiếp tục đưa Việt Nam vào nhóm nước không có tự do về báo chí. Theo báo cáo về Tự do báo chí 2017 vừa được tổ chức này công bố hôm 28/4, Việt Nam nằm gần chót bảng, thuộc 66 nước không có tự do báo chí trong tổng số 199 quốc gia và vùng lãnh thổ được đánh giá.
Giới chức Việt Nam Bộ trưởng Thông tin và Truyền thông Trương Minh Tuấn thì tuyên bố: "Tôi khẳng định Việt Nam không có chế độ kiểm duyệt báo chí." Tuy nhiên ông cũng nhìn nhận là Ban Tuyên giáo Trung ương "thực hiện công tác định hướng báo chí theo điều lệ, nghị quyết của Đảng; theo Hiến pháp và quy định pháp luật liên quan".

### 2019
Tổ chức Bảo vệ các Ký giả (CPJ) công bố hôm 10/9/2019 liệt Việt Nam vào 10 quốc gia kiểm duyệt truyền thông gắt gao nhất trên thế giới. Việt Nam và Trung Quốc cùng với Ả Rập Xê-út và Iran, là 4 nước bị nêu đích danh là "đặc biệt tinh vi trong việc thực hành hai hình thức kiểm duyệt, là bỏ tù và sách nhiễu các nhà báo và gia đình họ", ngoài việc sử dụng công nghệ kỹ thuật số để giám sát và kiểm duyệt mạng lưới thông tin internet cũng như truyền thông xã hội. Luật báo chí VN năm 2016 xác định rằng báo chí phải phục vụ Đảng Cộng sản và nhà nước, phải là tiếng nói của đảng, các tổ chức đảng và các cơ quan nhà nước.